# Zec Tawachiche
Pour les articles homonymes, voir Tawachiche.
La zec Tawachiche est une zone d'exploitation contrôlée de 318 km² au Québec (Canada). Cette Zec est situé principalement dans la municipalité du Lac-aux-Sables ainsi que dans les deux territoires non-organisés du Lac-Masketsi et de Lac-Lapeyrère. Ce Zec est situé au nord de Sainte-Thècle et de Saint-Tite, en Mauricie, à environ 80 km au nord de Trois-Rivières. La zec est bordée à l'est par la réserve faunique de Portneuf. Au nord-ouest, le territoire administré par la zec s'étend jusqu'à la rivière du Milieu, soit la limite de la zec de la Bessonne.

## Toponymie
Le nom de la zec provient de la rivière Tawachiche, dont elle comprend le cours supérieur. Quant à la rivière elle aurait été nommée d'après un guide Attikamek nommé Awachiche qui aurait guidé l'abbé Sévère Dumoulin lors d'une mission chez les Attikameks de Wemotaci.
Le toponyme "zec Tawachiche" a été officiellement inscrit au Banque des noms de lieux de la Commission de toponymie du Québec le 5 août 1982.

## Géographie
La partie sud du territoire de la zec se draine dans la rivière Batiscan, tandis que la partie nord fait partie du bassin versant de la rivière Saint-Maurice. La zec Tawachiche comporte 128 lacs et quatre rivières sur un territoire de 318 km2. Les principaux lacs dans ce territoire sont les lacs lac Masketsi, Roberge et le Hackett. La grande majorité des grands plans d'eau sont accessibles en automobile. 
Le train Montréal-Senneterre traverse la zec Tawachiche. Via Rail Canada permet aux visiteurs de prendre le train ou de débarquer à divers points d'arrêt sur le territoire de la zec.

### Accès
L'entrée principale de la zec Tawachiche est située près de l'embouchure de la rivière Tawachiche Ouest, dans le secteur de la gare Audy, à 9,1 km de l'intersection de la route 153 au village d'Hervey-Jonction. La seconde entrée du territoire de la zec est située au nord de la rivière aux Eaux Mortes; auparavant, il était situé à la rivière du Milieu. Cette seconde entrée est à 25 km (par la route) de Carignan, lequel est à 12 km au sud de La Tuque, sur la route 155. À partir de Carignan, les visiteurs empruntent le chemin Carignan vers le sud-est, passent par Lac-à-Beauce et suivent en parallèle le chemin de fer en se dirigeant vers la rivière du Milieu. Il est aussi possible d'accéder au territoire de la zec en hydravions dont l'amerrissage est possible sur les lacs Masketsi, Roberge, à l'Ours et Hackett.

## Histoire
En 1978, l'administration de la zec a été confiée à l'Association de chasse, pêche et villégiature Tawachiche inc. à la suite du déclubage du territoire québécois.

## Activités et services
Comme pour toutes les zec, la zec Tawachiche est ouverte aux activités de chasse et de pêche. Pour la pêche on y retrouve 72 lacs ouverts à cette dernière ainsi que les quatre rivières la traversant. En plus de l'omble de fontaine qui est le poisson ayant la plus large distribution, on y retrouve aussi le touladi, l'achigan à petite bouche, le maskinongé. De plus certains lacs ont été ensemencés avec de l'omble moulac, un hybride entre l'omble de fontaine et le touladi.
Pour la chasse, il y est possible de récolter l'orignal, l'ours noir, le cerf de Virginie, le loup gris, le renard roux, le canard[Lequel ?], la gélinotte huppée, le lièvre d'Amérique et le tétras du Canada. Outre ces activités, il est aussi possible d'y pratiquer l'observation de la faune, le canot, le quad et la promenade en forêt. La zec dispose de trois chalets ouverts à la location ainsi que de trois terrains de camping totalisant 21 emplacements.
Depuis 2009, les amateurs d'escalade fréquentent la falaise de granite qui surplombe une tourbière et la rive ouest du lac Terrien. À plusieurs endroits, la falaise comporte une verticalité soutenue sur plus de 50 m, avec quelques enchaînements de près 100 m. Une embarcation est requise pour atteindre le pied de la falaise dont l'orientation est sud, sud-est, ce qui permet d'y faire de l'escalade de mars à novembre. Le cap Tawachiche a hérité d'une légende amérindienne qui transcende dans les noms des 5 secteurs de la falaise : Tomahawk (sections Chamane, Grand-duc, Totem), été indien, Attimakekw, Wometaci et Maskwaaskwaaskwa. Le lac Terrien est situé à 15 minutes de route de l'entrée de la zec, en empruntant le chemin Tawachiche-Est.